# Boreland
Boreland, gälisch A’ Bhorlainn, ist eine Ortschaft in der schottischen Council Area Dumfries and Galloway beziehungsweise in der traditionellen Grafschaft Dumfriesshire. Sie liegt rund acht Kilometer nordöstlich von Lockerbie an der Einmündung des Boreland Burns in das Dryfe Water.

## Geschichte
Auf dem nahegelegenen Carthur Hill zeugen die Überreste eines Hillforts von früherer Besiedlung. Bereits im 12. Jahrhundert ist eine Kapelle am Standort beschrieben. Die bis heute genutzte Hutton and Corrie Parish Church entstand im Jahre 1710.

## Verkehr
In einer dünnbesiedelten Region gelegen, ist Boreland nur über eine Nebenstraße an das Straßennetz angeschlossen. Die B723 bildet die Hauptstraße. Im Südwesten endet sie in Lockerbie. Dort sind die Fernverkehrsstraßen A74(M) und A709 erreichbar.